# راجا هاریشچاندرا
راجا هاریشچاندرا  (انگلیسی: Raja Harishchandra؛ مراتی: राजा हरिश्चंद्र) یک فیلم صامت به کارگردانی و تهیه‌کنندگی داداصاحب پالکی در سال ۱۹۱۳ است که به عنوان اولین فیلم بلند هندی شناخته می‌شود. این فیلم بر اساس بازگویی افسانه راجا یا پادشاه هاریشچاندرا در رامایانا و مهاباراتا ساخته شده‌است. این فیلم صامت بود و با میان‌نویسهایی به زبان مراتی پخش شد و بازیگران و عوامل آن نیز اغلب از مردم مرآتی بودند. در نتیجه این اثر افزون بر عنوان پراعتبار نخستین فیلم بلند هندی، به عنوان اولین فیلم کامل مرآتی نیز به رسمیت شناخته شده‌است.
داداصاحب پالکی، پیشگام صنعت فیلم‌سازی هند، محقق زبان‌های هندی و فرهنگ هند بود و عناصر حماسی سانسکریت را گردآوری کرد تا این فیلم صامت را به زبان مراتی بسازد. نقش زنان را در فیلم، بازیگران مرد بازی کردند. این فیلم نمونه و پایه‌ای تاریخی در صنعت فیلم‌سازی هند به حساب می‌آید. تنها یک نسخه از فیلم تولید شد و در بمبئی و در ۲۱ آوریل ۱۹۱۳ به نمایش درآمد. این فیلم موفقیتی تجاری بود و راه را برای ساختن چنین فیلم‌هایی هموار کرد .

## نگارخانه

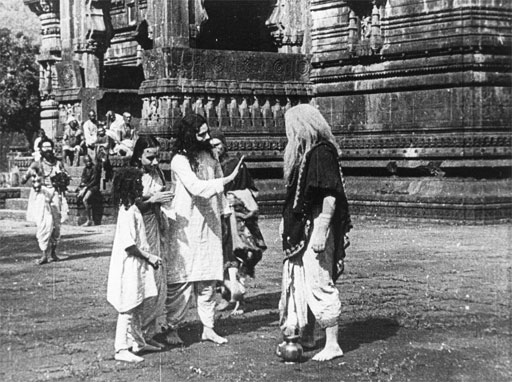
پادشاه هاریشچاندرا در یک صحنه از فیلم راجا هاریشچاندرا ۱۹۱۳.
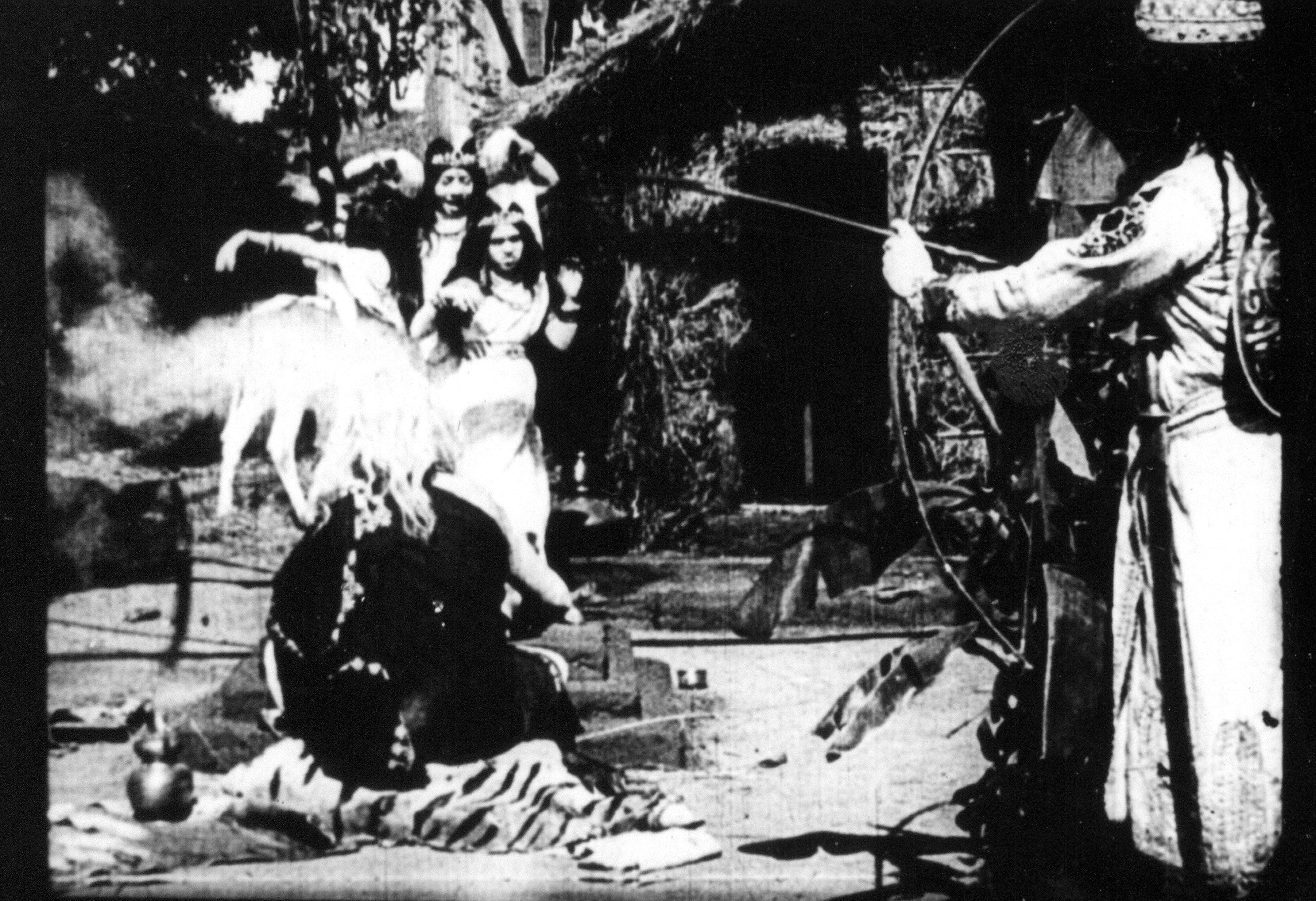
یک صحنه از فیلم راجا هاریشچاندرا، ۱۹۱۳.